# 北海道道498号長流枝内木野停車場線
北海道道498号長流枝内木野停車場線（ほっかいどうどう498ごう おさるしないきのていしゃじょうせん）は、北海道河東郡音更町を結ぶ一般道道である。

## 概要

### 路線データ
- 起点：北海道河東郡音更町長流枝幹線(北海道道31号音更池田線交点)
- 終点：北海道河東郡音更町木野大通西（旧国鉄 士幌線 木野駅跡）
- 総距離：21.2 km

## 歴史
- 1965年（昭和40年）3月26日 - 路線認定[1]。

## 地理

### 通過する自治体
- 十勝総合振興局
  - 河東郡音更町

### 主な接続道路
音更町
- 北海道道31号音更池田線 - 長流枝幹線（起点）
- 道東自動車道 長流枝スマートインターチェンジ(仮称)（事業中） - 長流枝
- 北海道道73号帯広浦幌線 - 十勝川温泉北11、下士幌北2（重複）
- 北海道道316号上士幌音更線 - 下士幌北2
- 国道241号 - 木野大通東、木野大通西（重複）

### トンネル
- 宝来トンネル（105m）

### 沿線にある施設など
音更町
- 筒井温泉 - 長流枝